# Juan de Arregui y Gutiérrez
Fray Juan de Arregui y Gutiérrez (Buenos Aires, gobernación del Río de la Plata, Imperio español, 24 de junio de 1656 – ib., 19 de diciembre de 1736) fue el séptimo obispo de Buenos Aires desde 1731 hasta 1736 y durante la Segunda revolución comunera del Paraguay se desempeñó brevemente como gobernador de ese territorio.

## Biografía
Juan de Arregui nació en Buenos Aires, capital de la gobernación del Río de la Plata, el 24 de junio de 1656, siendo hijo del capitán Juan Antonio de Arregui y Salazar, cuyos padres eran Miguel de Arregui y Francisca de Salazar Garagalza, y de Juana Gutiérrez de Paz, cuyos progenitors fueran el capitán Juan Gutiérrez y Ana de Paz. Era por tanto hermano de fray Gabriel de Arregui y Gutiérrez, quien había sido designado obispo de la ciudad.
Ingresó al igual que su hermano a la Orden de San Francisco y tras doctorarse en teología en la Universidad de Córdoba enseñó en el colegio de Salta. Recorrió como visitador de la orden los conventos de la región del Tucumán, Chile y el Alto Perú. Al llegar a Buenos Aires en el año 1700 como provincial, su estricta exigencia de disciplina le granjeó conflictos con algunos frailes lo que derivó finalmente en su relevo. Entre 1702 y 1710 se desempeñó lejos de la capital, hasta que en 1711 fue designado guardián del convento de la ciudad de Buenos Aires, cargo que desempeñó hasta 1717, lapso en el cual su hermano fue nombrado obispo pero actuó sólo como gobernador de la diócesis ante la falta de confirmación papal, la que finalmente no llegaría y motivaría su traslado a la diócesis de Cuzco.
Alrededor del año 1720 Arregui protegonizó un grave escándalo que llegó al tribunal de la Inquisición de Lima.
Durante un sermón de la Octava de la Virgen afirmó que "María Santísima era la yegua blanca de Rúa, en que paseaba el Santísimo Sacramento, a que había añadido que los evangelios eran caballos de lazo". Estas afirmaciones motivaron un pasquín que se fijó en las partes más públicas de la ciudad el que agregaba "que siendo yegua María, el Padre sería caballo y el Hijo potrillo".
El comisario canónigo Jorge Antonio Meléndez de Figueroa después recabar los antecedentes del caso escribió a los inquisidores que todos los testigos unánimemente confirmaban los dichos. Si bien los achacaban a la avanzada edad de Arregui, agravaba la situación que a sus prédicas iba mucha gente aunque "como, a farsa o comedia, más que a recibir buen ejemplo de su doctrina, a un rato de zumba y divertimiento, porque en ellas nombraba por sus propios nombres a diferentes personas de su religión y legos ridículos, como a otras personas de este jaez del pueblo, con que motivaba a carcajadas de risa al auditorio".
Por otra parte, Arregui estaba emparentado con miembros del Cabildo, su hermano era aún obispo del Cuzco y muy amigo del gobernador por lo que no fue privado del púlpito.

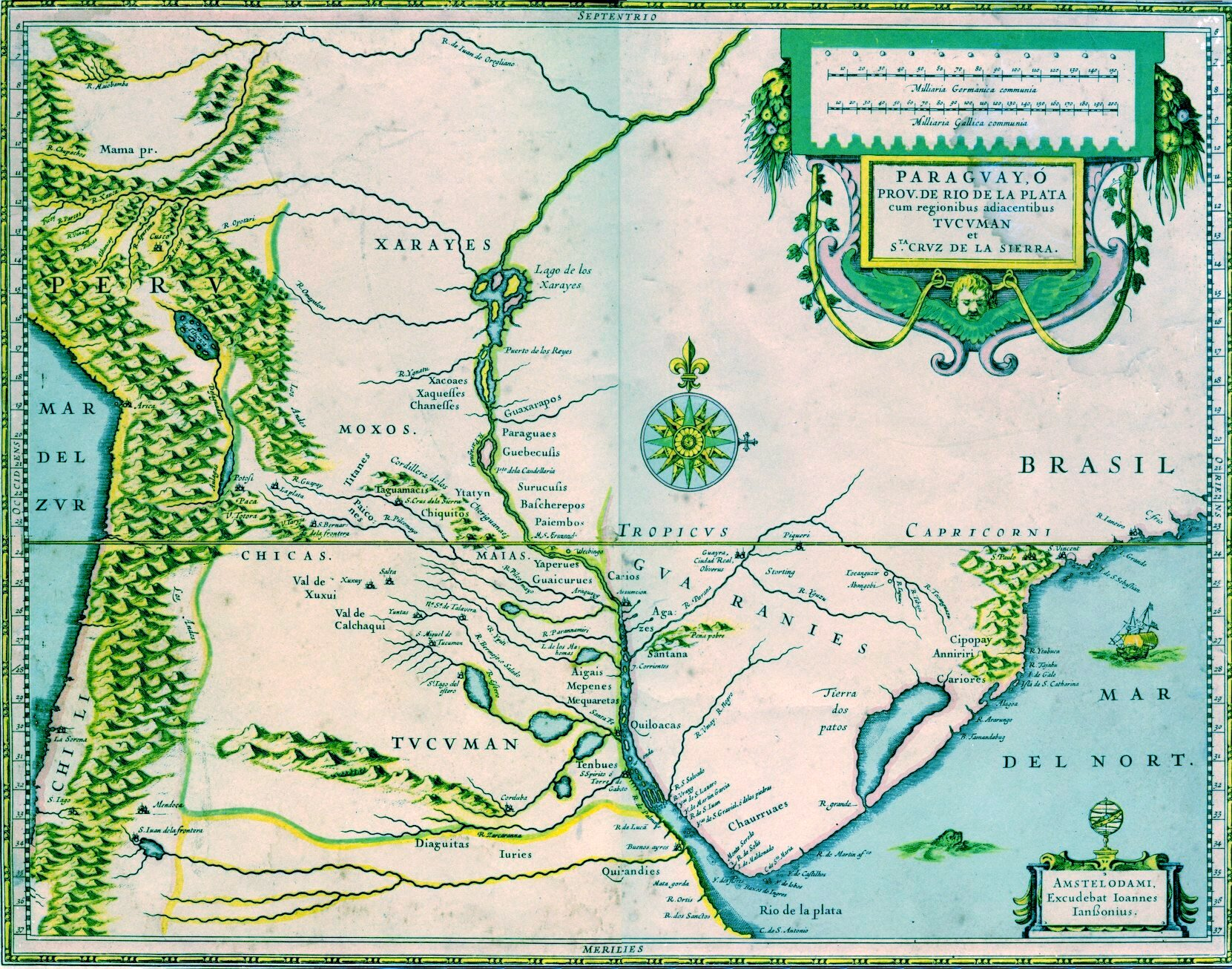
Provincia del Río de la Plata (ca.1600).

Al fallecer el obispo Pedro Fajardo a fines de 1729, el 12 de junio de 1730 Juan de Arregui fue propuesto para sucederlo por el rey Felipe V de España, y el 22 de noviembre del mismo año el papa Clemente XII lo designó nuevo obispo de la ciudad, tomando posesión el 16 de abril de 1731.
Mientras se aguardaban las bulas papales, el comisario manifestaba su temor de que "serán mayores los escándalos que se originaran en los ridículos sermones de este sujeto". Meléndez de Figueroa solicitó al Tribunal que se pusiera en conocimiento de los hechos al confesor del Rey, pero nada sucedió.
Entre sus primeras iniciativas se contaron la construcción de un nuevo santuario en Luján y de la iglesia de Nuestra Señora del Pilar en Buenos Aires. Tras deslindar las jurisdicciones de los curatos de Baradero y Arrecifes, partió a Asunción del Paraguay para ser consagrado.
El 25 de enero de 1733 recibió la ordenación episcopal de manos del obispo de Asunción fray José de Palos. Asunción vivía una violenta crisis por la revuelta de los comuneros, motivada por la ambición y el conflicto de los intereses económicos de los propietarios de tierras y encomiendas, regidores del cabildo y comerciantes con las misiones guaraníes de la Provincia Jesuítica del Paraguay.
Arregui interpuso sus buenos oficios a los efectos de alcanzar una solución a la revuelta, pero pronto tomó decidido partido por los comuneros lo que le granjeó la enemistad del obispo Palos.
La noticia de la ejecución en Lima en 1731 de los líderes del Común José de Antequera y Castro y Juan de Mena habían agravado la situación y cuando en 1733 llegó el nuevo gobernador Manuel Agustín Calderón de Ruiloba cerca de 300 comuneros se alzaron en armas en el valle de Pirayú. Ruiloba salió a su encuentro con una fuerza similar y el 14 de septiembre de 1733 se enfrentaron en el campo de Guayaivity de la Capilla Gayoso (hoy Pirayú). La mayor parte de los hombres del gobernador desertaron por lo que Ruiloba con unos pocos oficiales fue alcanzado y muerto al siguiente día.
Ante las previsibles consecuencias, los miembros del Cabildo de Asunción invocaron la real provisión de 1537 y aclamaron como "justicia mayor, gobernador y capitán general" al obispo de Buenos Aires, fray Juan de Arregui.
El 9 de diciembre de 1733, después de tres meses de gobierno dejó en el gobierno del Paraguay a Cristóbal Domínguez de Ovelar como teniente suyo, último jefe comunero del Paraguay, y emprendió el regreso a su sede visitando las ciudades y curatos que encontraba a su paso.
En dos oportunidades fue citado para comparecer ante el virrey de Lima José de Armendáriz por sus acciones en Paraguay, por lo que envió su renuncia al rey. Mientras el movimiento era violentamente reprimido por el gobernador del Río de la Plata Bruno Mauricio de Zabala y antes de que se resolviera su renuncia, ya muy anciano y enfermo Juan de Arregui falleció en Buenos Aires el 19 de diciembre de 1736. Según un cronista de la época murió "sin camisa, ni sábanas, sobre una cama sin colchón"'. Fue sepultado en la Iglesia de San Francisco de la cual había sido guardián.
Cubrió la vacante como provisor el canónigo Bernardino Verdún y Villaysán hasta junio de 1741 en que tomó posesión fray José Antonio de Peralta Barrionuevo y Rocha Benavídez.